# Округ Артур (Небраска)
Округ Артур (енгл. Arthur County) је округ у америчкој савезној држави Небраска.

## Демографија
По попису из 2010. године број становника је 460, што је 16 (3,6%) становника више него 2000. године.
| Група             | 2000.       | 2010.       |
| Белци             | 425 (95,7%) | 435 (94,6%) |
| Афроамериканци    | 0 (0,0%)    | 0 (0,0%)    |
| Азијати           | 3 (0,7%)    | 1 (0,2%)    |
| Хиспаноамериканци | 6 (1,4%)    | 19 (4,1%)   |
| Укупно            | 444         | 460         |